# Tamil cingalés
Tamil de Sri Lanka (Tamil: ஈழத் தமிழர்) o tamil eelam  es la persona del grupo tamil oriunda de Sri Lanka. Esta minoría en este país, constituye la mayoría en la provincia del norte.
La mayoría de tamiles de la isla de Sri Lanka claman descendencia de residentes del antiguo reino de Jaffna, al norte la isla, y de tribus de Vannimai, al este. Desde la independencia de Sri Lanka al mandato británico en 1948, las relaciones entre las comunidades mayoritaria cingalesa y minoritaria tamil han sido tensas. Las tensiones étnicas y políticas de 1956 a 1983 llevaron a la formación y reforzamiento de grupos militantes abogando la independencia de los tamiles. La Guerra Civil de Sri Lanka ha provocado el deceso de cerca 70,000 personas y la desaparición forzada de miles.
Desde 1983, más de 800,000 tamiles han sido desplazados dentro de Sri Lanka, y muchos han emigrado a destinos como India, Canadá y Europa. Desde el fin de la guerra civil en 2009, un número considerable ha buscado refugios en diversos países.